# Radu F. Alexandru
Radu F. Alexandru (Bukarest, 1943. július 12. –) zsidó származású román író, dramaturg és politikus. A Román Nemzeti Liberális Párt tagja, 1996-2005 között a párt szenátora is volt. Eredeti neve Radu Alexandru Feldman.

## Élete
Isidor és Irina Feldman  fia. Elvégezte a matematikai (1960–1965) és filozófiai (1969–1974) egyetemet. Utána színdarabrendezői kurzusokat hallgatott (1983). Volt matematikatanár, a Cutezătorii című folyóirat szerkesztője. 1990 után politikával foglalkozik és a Román Nemzeti Liberális Párt szenátorává is megválasztják.
1971-ben debütált a prózában Cu fața spre ceilalți művével, 1974-ben pedig a drámaírásban Umbrele zilei című darabjával. Híres darabjai, pl. Dinu, Saltimbancii, Iubiri, O șansă pentru fiecare, Omul care face minuni, Mansarda, Privind în jur cu ochi fără lumină, Nimic despre Hamlet máig népszerű sikernek örvendenek.

## Művei

### Prózai alkotásai
- Cu fața spre ceilalți. Reîntâlnirea, 1977
- Ultima șansă, 1979
- O șansă pentru fiecare, 1980
- Magdaleno!… Magdaleno!…, 1982
- Candidul, 1983
- Punct. Și de la capăt, 1986
- Cel care trebuie să vină sau Câți bărbați încăpem în casa asta, Maria?, 1986
- Cei care plătesc cu viața, 1987
- Gimnastica de dimineață

### Színpadi alkotásai
- Buna zi de mâine, 1981
- Mlaștina, 1992
- Nimic despre Hamlet, 1996

### Forgatókönyvei
- La capătul liniei, Dinu Tănase rendezésében, 1981
- Punct. Și de la capăt, Alexa Visarion rendezésében, 1983
- Omul zilei, Dan Pița rendezésében, 1997

## Díjak
- 1979 – dramaturgiai díj a Bukaresti Írók Szövetségétől O șansă pentru fiecare darabjáért
- 1995 – „Camil Petrescu” dramaturgiai díj és az Írók Egyesületétől kapott dramaturgiai díj a Nimic despre Hamlet című darabjáért

## Fordítás
- Ez a szócikk részben vagy egészben  a   Radu F. Alexandru című román Wikipédia-szócikk ezen változatának fordításán alapul.  Az eredeti cikk szerkesztőit annak laptörténete sorolja fel. Ez a jelzés csupán a megfogalmazás eredetét és a szerzői jogokat jelzi, nem szolgál a cikkben szereplő információk forrásmegjelöléseként.